# Charles Mayer
Charles Mayer va ser un boxejador estatunidenc de primers del segle xx. És un dels únics quatre boxejadors en la història dels Jocs Olímpics que ha guanyat dues medalles olímpiques en dos pesos diferents en uns mateixos Jocs.
El 1904 va prendre part en els Jocs Olímpics de Saint Louis. Disputà dues categories, la de pes mitjà i pes pesant, guanyant l'or en el pes mitjà i la plata en el pes pesant.